# Gymnopilus yangshanensis
Gymnopilus yangshanensis là một loài nấm thuộc họ Cortinariaceae.